# Rosa Beltrán
Pour les articles homonymes, voir Beltran.
Rosa Beltrán, née en 1960 à Mexico, est une écrivaine mexicaine.

## Œuvres
- La espera (1986)
- La corte de los ilusos (1995)
- América sin americanismos (1997)
- El paraíso que fuimos (2002)
- Optimistas (2006)
- Alta infedilidad (2006)
- Amores que matan (2008)

### Traductions françaises
- Le Paradis, c'était nous, traduction de Sylvia Perrin, Éditions de la Différence,  2011  (ISBN 978-27291-1946-1)
- « Shere-Sade », traduction de Serge Mestre, in Les Bonnes Nouvelles de l'Amérique latine, Gallimard, « Du monde entier », 2010  (ISBN 978-2-07-012942-3)
- Haute infidélité: roman, Editions de La Différence, 2013,  (ISBN 978-2-72912046-7)